# Zhang Gaoli
Zhang Gaoli (chinois simplifié : 张高丽 ; chinois traditionnel : 張高麗 ; pinyin : Zhāng Gāolí) est un économiste et un homme d'État chinois, né en novembre 1946 à Quanzhou dans la province du Fujian.
Membre du Parti communiste, il appartient au Comité permanent du bureau politique de 2012 à 2017 et il est premier vice-Premier ministre de la république populaire de Chine de 2013 à 2018.
En 2021, il est accusé de viol par la championne de tennis chinoise Peng Shuai, qui disparaît ensuite mystérieusement. Des explications sur cette disparition inquiétante sont demandées à l’État chinois par les instances internationales sportives — la WTA — ou politiques — l’ONU.

## Biographie
Zhang est né à Quanzhou dans la province du Fujian. Il étudie à l'université de Xiamen, à Xiamen, de 1965 à 1970, et devient économiste. Il adhère au PCC en novembre 1973.
De 1997 à 2002, il occupe des postes de premier plan dans la zone économique spéciale de Shenzhen et au gouvernement provincial du Guangdong. Il joue un rôle dans le développement économique de la région. Penseur économique, Zhang est alors chargé du développement économique du Shandong, où il est le premier secrétaire du comité du PCC responsable de Shandong.
Avant le 17e congrès du parti communiste, la direction centrale déplace Zhang lors d'un remaniement des directions locales vers le poste de secrétaire du comité du PCC de Tianjin, fonction qu'il occupe de 2007 à 2012. À l'issue du 18e congrès du PCC, il est nommé membre du Comité permanent du bureau politique en novembre 2012. Il conserve cette fonction jusqu'au congrès suivant en 2017. Enfin, en mars 2013, il est nommé premier vice-Premier ministre de la république populaire de Chine.
Il est considéré comme un membre émergent de la cinquième génération de dirigeants chinois.
Il quitte ses fonctions en 2018.

## Accusation de viol
Le 2 novembre 2021 Zhang Gaoli, « considéré comme proche du Premier ministre Li Keqiang », est accusé de viol par la joueuse de tennis féminin Peng Shuai, par un message sur son compte Weibo. Ce message est rapidement censuré,,.
Une semaine plus tard, Peng Shuai disparaît. 
C'est la première fois qu'une personnalité politique chinoise aussi haut placée est l'objet de telles accusations publiques. Une auto-critique de la joueuse est publiée par les médias d'État, présentée comme émanant d'elle,.
En réaction, Steve Simon, le président de l’Association (mondiale) des joueuses de tennis (la WTA), qui gère le circuit professionnel féminin, menace d’en retirer la Chine. De même le 19 novembre 2021, le Haut-Commissariat des Nations unies aux droits de l'homme, basé à Genève, déclare : « Il serait important d’avoir des preuves sur le lieu où elle se trouve et de savoir si elle va bien. Et nous demandons instamment qu’une enquête soit menée en toute transparence sur ces allégations d’agression sexuelle. »